# 알바 뮈르달
알바 뮈르달(Alva Myrdal, 1902년 1월 31일 ~ 1986년 2월 1일)은 스웨덴의 정치인, 외교관이다. 1982년 노벨 평화상 수상자이다. 1902년 스웨덴의 웁살라에서 태어났다. 1974년 노벨 경제학상 수상자인 군나르 뮈르달의 부인이다. 1949년과 1950년에 걸쳐 유엔 사회국장을 지냈으며 1955년 스웨덴 최초의 여성대사로 취임하였다. 여성, 육아 문제의 전문가였을 뿐 아니라, 특히 군축에 많은 노력을 기울였는데, 1962년 사회당 소속으로 국회에 진출하여 제네바 군축회담의 스웨덴 대표 단장이 되고 나서 1968년 스웨덴 정부가 핵보유 의지 포기선언을 하는데 많은 기여를 하였다. 그 공로로 1982년 알폰소 가르시아 로블레스와 함께 노벨평화상을 받게 되었다. 1986년 2월 1일에 사망하였다.

## 같이 보기
- 여자 노벨상 수상자 목록
- 사회공학 (정치학)